# Satyrian
Satyrian ist eine niederländische Dark-Rock-Band. Sie ging aus der belgischen Band Danse Macabre hervor.

## Bandgeschichte
Teile der ursprünglichen Besetzung arbeiteten ab 2002 in Gunther Theys’ Projekt Danse Macabre zusammen. Zu dieser ersten Besetzung gehörten Jan Yrlund (Gitarre), Miloš Marićević und Merijn Mol (Schlagzeug). Auf der 2002er EP Matters of the Heart, die ohne Beteiligung Theys entstand, beteiligten sich Produzent Oliver Philipps (Everon), Judith „Ciara“ Stüber und Kemi Vita als Gastsänger. Für eine Finnland-Tour im Sommer warb Satyrian Roman Schönsee (ex-Pyogenesis) als Sänger an, Oliver Philips übernahm das Klavier. 
Während der Arbeiten am neuen Danse-Macabre-Album entschloss man sich, die Gastmusiker als feste Bandmitglieder aufzunehmen. Im Juni 2004 beschloss man außerdem den Bandnamen auf Satyrian zu ändern. Mit Lion Music Records wurde eine neue Plattenfirma gefunden und man entschloss sich den Bandmittelpunkt in die Niederlande zu legen. 
Bevor das neue Album veröffentlicht wurde, veröffentlichte die Gruppe das Remix-Album The Dark Gift mit Techno-Remixen einiger Lieder des Debütalbums. Verantwortlich für einige Lieder war die Band The Dreamside, der unter anderem Kemi Vita, Roman Schönsee und Merijn Mol angehören. 2006 erschien dann das Debütalbum Etermitas. 2007 wurde außerdem das Remixalbum neu aufgelegt.

## Musikstil
Satyrian spielt Dark Rock mit Einflüssen aus dem Gothic Metal, Wave und der klassischen Musik. Ungewöhnlich an der Gruppe ist der Einsatz von zwei Sängerinnen, die sich jedoch sehr ähneln. Der männliche Konterpart lässt sich stilistisch dem Gesang im Gothic Rock von beispielsweise The Sisters of Mercy zuordnen. Das Remixalbum enthält dagegen tanzbare Versionen der Stücke mit Einflüssen aus dem Industrial Rock und des Eurodance.

„Die Band definiert sich teilweise über die überdurchschnittlich vielen Sänger (2 weibliche, 2 männliche). Die Songs unterscheiden sich untereinander stilistisch ziemlich stark, wobei die meisten im schnelleren Dark Rock Bereich angesiedelt sind.“

## Diskografie
- 2006: The Dark Gift (Remixalbum)
- 2007: Eternitas (Album)